# Reiko Tosa
Reiko Tosa (Japans: 土佐礼子, Tosa Reiko) (Matsuyama, 11 juni 1976) is een Japanse langeafstandsloopster, die zich op de marathon gespecialiseerd heeft. Ze nam tweemaal deel aan de Olympische Spelen, maar won hierbij geen medailles.

## Loopbaan
In 1999 werd Tosa vijfde op het wereldkampioenschap halve marathon met een persoonlijk record van 1:09.36. Ze werd in 2000 tweede op zowel de marathon van Nagoya als de Tokyo International Women's Marathon. Op de wereldkampioenschapen in Edmonton behaalde ze een zilveren medaille achter Roemeense Lidia Şimon en voor de Russische Svetlana Zacharova. Ze liep haar persoonlijk record op de Londen Marathon in 2002 in een tijd van 2:22.46 waarbij ze als vierde eindigde.
In 2004 kwalificeerde Tosa zich voor de Olympische Spelen door het winnen van de marathon van Nagoya. Op de Olympische Spelen van Athene in 2004 behaalde ze een vijfde plaats. In 2006 werd ze derde op de marathon van Boston en won de vrouwenmarathon in Tokio. Op de Olympische Spelen van 2008 in Peking moest ze de wedstrijd voor de finish opgeven.

## Titels
- Japans kampioene marathon - 2004

## Persoonlijke records
Baan
| Onderdeel | Prestatie | Datum       | Plaats   |
| --------- | --------- | ----------- | -------- |
| 5000 m    | 15.37,08  | 27 mei 2000 | Nobeoka  |
| 10.000 m  | 32.07,66  | 3 mei 2005  | Shizuoka |

Weg
| Onderdeel      | Prestatie | Datum            | Plaats  |
| -------------- | --------- | ---------------- | ------- |
| 15 km          | 50.06     | 19 november 2006 | Tokio   |
| 20 km          | 1:07.02   | 19 november 2006 | Tokio   |
| halve marathon | 1:09.36   | 3 oktober 1999   | Palermo |
| 25 km          | 1:24.17   | 19 november 2006 | Tokio   |
| 30 km          | 1:41.48   | 19 november 2006 | Tokio   |
| marathon       | 2:22.46   | 14 april 2002    | Londen  |

## Palmares

### Halve marathon
- 1999: 5e WK in Palermo - 1:09.36

### Marathon
- 2000:  marathon van Nagoya - 2:24.36
- 2000:  marathon van Tokio - 2:24.47
- 2001:  WK in Edmonton - 2:26.06
- 2002:  marathon van Londen - 2:22.46
- 2004: 5e OS - 2:28.44
- 2004:  marathon van Nagoya - 2:23.57
- 2006:  Boston Marathon - 2:24.11
- 2006:  marathon van Tokio - 2:26.15
- 2007:  WK in Osaka - 2:30.55
- 2008: DNF OS
- 2009:  marathon van Tokio - 2:29.19